# Édouard de Rothschild
Édouard Étienne Alphonse de Rothschild (Neuilly-sur-Seine, 27 dicembre 1957) è un imprenditore e banchiere francese.

## Biografia
Figlio di Guy de Rothschild e Marie-Hélène van Zuylen van Nyevelt, appartiene al ramo francese della famiglia Rothschild. Dopo la laurea in legge all'Università Panthéon-Assas si trasferì negli Stati Uniti d'America dove studiò economia alla business school dell'Università di New York, conseguendo un MBA.
Banchiere di investimento a Londra e Parigi, nel 1987 fondò la Rothschild & Cie Banque insieme al fratellastro David ed al cugino Eric.
Nel 2004 si ritirò dalla gestione della banca, mantenendo la carica di presidente non esecutivo, poi nel 2005 divenne azionista di maggioranza del quotidiano francese Libération. Nel corso degli anni ha ottenuto vari seggi in diversi consigli di amministrazione, tra i quali quello del vigneto di famiglia Chateau Lafitte, oltre alla gestione della scuderia di purosangue Haras de Meautry in Normandia. Dal 2004 al 2011 è stato presidente di France Galop, la società che gestisce le corse dei cavalli in Francia.
Titolare di una fortuna superiore ai 300 milioni di euro, Rothschild vive in Israele e ha quattro figli: David, Alienor, Ferdinand e Louis.